# 비라라젠드라
비라라젠드라(타밀어: வீரராஜேந்திர)는 1063년부터 1070년까지 촐라 제국을 다스린 제13대 촐라 황제이다. 비라라젠드라는 그의 두 형인 라자디라자 1세와 라젠드라 2세의 부하로서 생애의 대부분을 보낸 촐라 황제로, 라젠드라 1세의 아들이었다. 그의 초기 치세 동안 그는 베다, 샤스트라 및 문법을 공부하기 위한 학교의 유지를 승인하는 동시에 학생들에게 호스텔을 제공하였으며, 환자를 위해 비라솔란이라는 이름의 병원도 제공하였다. 타밀어 문법 작업으로 유명한 비라솔리얌(Virasoliyam)은 비라라젠드라 치세 도중 붓다미트라에 의해 저술되었다.
비라라젠드라의 치세는 중세 촐라 시대에 해당한다. 당시에는 경계를 확장하고 기존 영토를 보존하려고 했지만 전성기에 맏형이자 황제인 라자디라자가 사망했기 때문에 시도에서 더듬거리는 것처럼 보였다. 비라라젠드라의 형 라자디라자 1세, 라젠드라 2세, 비라라젠드라의 짧은 치세를 포함해 총 3형제가 서로를 이어받아 16~20년을 다스렸다. 이 빠른 승계는 촐라족의 전통적인 적들과 부하들에게 절호의 기회로 여겨졌으며, 싱할라, 판디아, 및 체라 등의 적들이 자유를 얻으려고 하거나 촐라에 전쟁을 선포하였다. 그러나 궁극적으로 비라라젠드라는 매우 유능하고 용감한 통치자임이 입증되었는데, 그는 신하들에게 친절하고 보호적이었고, 촐라 지역에 대한 지배권을 다시 회복하였으며, 특히 촐라의 오랜 숙적인 찰루키아와 판디아 모두에게 자비를 베풀지 않았다. 전반적으로 볼 때, 특히 그의 치세가 10년 미만이라는 맥락과 카루르에 있는 그의 다양한 비문에서 알 수 있듯이 비라라젠드라는 그가 통치한 짧은 치세에 모든 사람을 압도하였으며, 그의 적들을 물리치고 촐라 영토를 보존하는데 성공했을 뿐만 아니라 인도네시아, 말레이시아, 스리랑카, 니코바르, 사카라코탐 등을 정복하기도 하였다.